# Josef Schick (Skirennläufer)
Josef Schick (* 23. April 1965 in Berchtesgaden) ist ein ehemaliger deutscher Skirennläufer. Er war in den 1980er- und frühen 1990er-Jahren aktiv, wurde Sechster in der Kombination bei den Weltmeisterschaften 1987, erzielte vier Top-10-Platzierungen im Weltcup, gewann einmal die Riesenslalomwertung im Europacup und wurde zweimal Deutscher Vizemeister.

## Biografie
Schick startete bei den Juniorenweltmeisterschaften 1983 in Sestriere und erzielte den 16. Platz in der Abfahrt sowie Rang 23 im Riesenslalom. Im Europacup gewann er in der Saison 1983/84 die Riesenslalomwertung und erreichte im Gesamtklassement hinter dem Österreicher Dietmar Köhlbichler den zweiten Platz. Die ersten Punkte im Weltcup gewann der Deutsche am 2. Februar 1986 mit Platz neun im Slalom von Wengen. Kurz darauf erzielte er zwei achte Plätze in den beiden Super-Gs von Crans-Montana und am Ende der Saison 1985/86 gelang ihm mit Platz vier im Slalom von Bromont sein bestes Weltcupergebnis. 
In der Saison 1986/87 fuhr Schick nur noch einmal, als 14. des Riesenslaloms von Alta Badia, in die Weltcuppunkteränge. Er nahm an den Weltmeisterschaften 1987 in Crans-Montana teil und erzielte hinter Markus Wasmeier, der Fünfter wurde, den sechsten Platz in der Kombination. Im Slalom schied er im ersten Durchgang aus. Nach diesem Winter gewann Schick keine Weltcuppunkte mehr, erzielte aber im Europacup in der Saison 1987/88 den vierten Platz im Gesamt- und Riesenslalomklassement sowie Rang fünf in der Super-G-Wertung. 1989 wurde er Deutscher Vizemeister im Super-G und 1991 Deutscher Vizemeister im Slalom. Nach seiner aktiven Karriere wurde er Trainer beim Deutschen Skiverband.

## Erfolge

### Weltmeisterschaften
- Crans-Montana 1987: 6. Kombination

### Juniorenweltmeisterschaften
- Sestriere 1983: 16. Abfahrt, 23. Riesenslalom

### Weltcup
- Vier Platzierungen unter den besten zehn

### Europacup
- Saison 1983/84: 2. Gesamtwertung, 1. Riesenslalomwertung
- Saison 1987/88: 4. Gesamtwertung, 4. Riesenslalomwertung, 5. Super-G-Wertung

### Deutsche Meisterschaften
- Deutscher Vizemeister im Super-G 1989 und im Slalom 1991